# 4 de novembre
El 4 de novembre o 4 de santandria és el tres-cents vuitè dia de l'any del calendari gregorià i el tres-cents novè en els anys de traspàs. Queden 57 dies per finalitzar l'any.

## Esdeveniments
Països Catalans
- 1519 - València: comença la revolta de les germanies.
- 1921 - Barcelona: Sarrià s'agrega a Barcelona; constituirà juntament amb Sant Gervasi de Cassoles el districte de Sarrià-Sant Gervasi.[2]
- 1926 - Estagell i Prats de Molló: les autoritats franceses desarticulen l'intent d'invasió de Catalunya conegut com a Fets de Prats de Molló, organitzat per Francesc Macià i la direcció d'Estat Català.
- 1979 - Cornudella de Montsant: aparició oficial i primera diada de la Colla Jove Xiquets de Tarragona, amb la que es restaurava la dualitat castellera històrica de Tarragona.

Resta del món
- 1219 - Cinquena Croada: conquesta de Damiata, al Baix Nil.
- 1835 - San Patricio (Texas): l'exèrcit mexicà perd en la batalla de Lipantitlán contra els independentistes texans en la Guerra d'Independència de Mèxic.
- 1869 - Primer número de la revista científica Nature.
- 1918 - I Guerra Mundial: l'Imperi Austrohongarès es rendeix davant d'Itàlia.
- 1922 - Howard Carter i el seu equip descobreixen l'entrada de la tomba de Tutankamon a la Vall dels Reis.
- 1936 - Madrid: Frederica Montseny assumeix la responsabilitat del Ministeri de Sanitat de la Segona República Espanyola, esdevenint la primera dona ministra a Espanya.[3]
- 1939 - Segona Guerra Mundial: el Congrés dels Estats Units aprova la Llei de Neutralitat de 1939, la qual impulsa el sistema del "cash and carry" (pagament en efectiu d'armament i transport a càrrec del comprador).
- 1946 - Creació de la UNESCO.
- 1966 - Gran inundació de l'Arno a Florència, que destrueix o danya una gran quantitat de bens culturals i artístics i causa 101 morts.
- 1995 - Yitzhak Rabin, primer ministre d'Israel, és assassinat per l'extremista Yigal Amir.
- 2008 - Barack Obama guanya les eleccions presidencials dels EUA i esdevé el primer president negre d'aquest país.
- 2020 - Etiòpia: Esclata la guerra de Tigre després que el president etíop Abiy Ahmed llancés una ofensiva militar contra el govern de la regió més septentrional del país, Tigre.[4]

## Naixements
Països Catalans
- 1569 - València: Guillem de Castro i Bellvís, dramaturg i poeta en llengua castellana, un dels creadors de la comèdia del Segle d'Or (m. 1631).
- 1798 - Barcelona: Bonaventura Carles Aribau, escriptor, economista, polític, taquígraf i funcionari.
- 1821 - Reus, Baix Camp: Antoni de Bofarull i de Brocà, historiador, poeta, novel·lista i dramaturg català (m. 1892).
- 1827 - Vic (Osona): Teresa Saits i Vilardebò, religiosa fundadora de la congregació de les Religioses de Sant Felip Neri i la Puríssima Concepció (m. 1856).[cal citació]
- 1863 - Vulpellac: Trinitat Aldrich i de Pagès, poeta catalana (m. 1939).[5]
- 1865 - Calonge, Empordà: Enric Lluís Roura i Vilaret, empresari surotaper i polític de la Lliga Regionalista.
- 1869 - Palma, Mallorca: Maria Antònia Salvà i Ripoll, poetessa mallorquina.[6]
- 1920 - Sallagosa, Alta Cerdanya: Antoni Cayrol, més conegut pel pseudònim Jordi-Pere Cerdà, poeta, narrador, dramaturg i promotor d'activitats culturals a la Catalunya del Nord (m. 2011).
- 1934 - La Garriga: Xavier Albó i Corrons, sacerdot jesuïta, antropòleg i lingüista català (m. 2023).
- 1940 - Barcelona: Tomàs Alcoverro i Muntané, periodista català.
- 1946 - Barcelona: Joan Baixas i Arias, pintor, director d'escena i titellaire.
- 1957 - Figueres: Fàtima Bosch i Tubert, bioquímica catalana experta en l'estudi de la diabetis mellitus.[7]
- 1978 - Sabadell: Carles Fité I Castellana, periodista català.

Resta del món
- 1836, Madrid: Eduardo Rosales y Gallina, pintor purista espanyol.
- 1868, Valga, Galícia, Espanya: La Bella Otero, ballarina espanyola famosa internacionalment al final del s. XIX.[8]
- 1869, Saint Louis (Missouri), Estats Units: Edward Abeles, actor.
- 1872, Islington, Middlesex: Richard Henry Walthew, compositor anglès.
- 1897, Tellichery, Kerala: Janaki Ammal, botànica, i citòloga índia (m. 1984).[9]
- 1908, Łódź (Polònia): Józef Rotblat, físic nuclear polonès, Premi Nobel de la Pau de l'any 1995 (m. 2005).
- 1913, St. Cloud (Minnesota), Estats Units: Gig Young, actor estatunidenc.
- 1916, Denver, Colorado: Ruth Handler, empresària estatunidenca, creadora de la nina Barbie (m. 2002).[10]
- 1918, Mount Vernon, Nova York, Estats Units: Art Carney, actor i productor estatunidenc.
- 1919, Nova York, Estats Units: Martin Balsam, actor estatunidenc de teatre, cinema i televisió (m. 1996).[11]
- 1921, Ray, Dakota del Nord: Mary Sherman Morgan, científica nord-americana de combustible per a coets del programa espacial.[12]
- 1922, Canes, França: Gérard Philipe, actor francès (m. 1959).
- 1929, Bangalore, l'Índia: Shakuntala Devi, coneguda com la "dona ordinador", va entrar en el Llibre dels Records Guiness l'any 1982.
- 1933, Xangai (Xina): Charles Kao, enginyer electrònic i físic xinès, Premi Nobel de Física de l'any 2009.
- 1940, Alger: Marlène Jobert, actriu i escriptora francesa.[13]
- 1952, Mansura (Egipte): Tauadros II, 118è papa copte.
- 1963, Madrid, Rosario Flores, cantant i actriu espanyola.
- 1970, Uppsala, Suècia: Malena Ernman, cantant lírica sueca, mare de l'activista mediambiental Greta Thunberg.[14]
- 1973 - Edmonton, Canadà: Steven Ogg, Actor canadenc i actor de veu.

- 1978: Miha Valič, alpinista eslovè.
- 1990, Florència: Rachele Bruni, nedadora italiana, especialitzada en carreres de llarga distància en aigües obertes.[15]

## Necrològiques
Països Catalans
- 1883 - Sabadell: Josep de Calassanç Duran i Mimó, industrial tèxtil i alcalde de Sabadell.
- 1904 - Palma, Mallorca: Emília Sureda i Bimet, poetessa mallorquina (n. 1865).[16]
- 1969 - Barcelona: Teresa Idel, cantant de sarsuela i actriu valenciana (n. 1883).[17]

Resta del món
- 1781 - Venècia: Faustina Bordoni, mezzosoprano italiana, una de les primeres grans prime donne (n. 1697).[18]
- 1847 - Leipzig: Felix Mendelssohn, compositor alemany.
- 1874: François Dauverné, músic francès del Romanticisme.
- 1918 - Mèxic D.F.: Joaquín Valverde y Sanjuán, compositor de sarsueles espanyol (n. 1875).
- 1921 - Tòquio (Japó): Hara Takashi, també anomenat Hara Kei, va ser un periodista i polític japonès que va ser primer ministre de 1918 a 1921 (n. 1856).[19]
- 1984 - París: Jane Evrard, música, primera directora d'orquestra francesa.[20]
- 1995 - Tel-Aviv (Israel): Yitzhak Rabin, primer ministre d'Israel (n. 1922).[21]
- 1998 - Nova York: Marion Donovan, empresària nord-americana, inventora del bolquer a prova d'aigua (n. 1917).[22]
- 2008 - 
  - Los Angeles, EUA: Michael Crichton, escriptor i productor de cinema estatunidenc (n. 1942).[23]
  - Canes, França: Rosella Hightower, ballarina clàssica estatunidenca (n. 1920).[24]
- 2011 - Wayland, Massachusetts (EUA): Norman Foster Ramsey, físic estatunidenc, Premi Nobel de Física de l'any 1989 (n. 1915).

## Festes i commemoracions
- Santoral: sants Filòlog de Sinope, un dels Setanta deixebles; Vidal i Agrícola de Bolonya, màrtirs; Amanç de Rodés, bisbe; Emeric d'Hongria, príncep; Fèlix de Valois, llegendari frare fundador de l'Orde Trinitari; Francesca d'Amboise, duquessa i fundadora de les Monges Carmelites; Carles Borromeo, bisbe; sant Joan III Ducas Vatatzes (només a l'Església Ortodoxa).